# Amélia Rey Colaço
Amélia Rey Colaço ComC (Lisboa, Santos-o-Velho, 2 de março de 1898 — Lisboa, Lapa, 8 de julho de 1990) foi uma encenadora e atriz portuguesa.

## Biografia
Considerada a mais proeminente figura do teatro português do século XX, Amélia Rey Colaço nasceu a 2 de março de 1898 na freguesia de Santos-o-Velho, em Lisboa, tendo sido criada num meio socialmente privilegiado e artístico. Era filha de Alexandre Rey Colaço, pianista, compositor e professor dos príncipes D. Luís Filipe de Bragança e D. Manuel de Bragança, nascido em Tânger em 1854, que tinha, por sua vez, mãe portuguesa e pai francês, e de Alice Lafourcade Schmidt, nascida no Chile em 1865, filha do cônsul alemão em Valparaíso, Chile, Hermann G. Schmidt e da francesa Marie Alice Constant Lafourcade. Cruzando-se várias nacionalidades na sua ascendência, era ainda descendente pelo lado materno da alemã Madame Kirsinger, conhecida por ser a proprietária de um dos mais conhecidos salões literários e musicais em Berlim, e familiar do pintor e ceramista português Jorge Colaço, casado com a poetisa Branca de Gonta Colaço e pai da escultora Ana de Gonta Colaço e do escritor Tomás Ribeiro Colaço.
Era ainda a mais velha das quatro filhas do casal, sendo irmã das pianistas Jeanne e Maria Rey Colaço e da pintora e cantora lírica Alice Rey Colaço.
Em Dezembro de 1911, Amélia partiu com a sua irmã Maria para Berlim, para casa da avó materna, com o objectivo de estudarem música. Também aqui encontrou um ambiente cultural estimulante, nas constantes tertúlias em casa da sua avó, frequentadas por vários artistas da capital alemã. Seriam os espectáculos de Max Reinhardt com o Deutsches Theater, que seguiu atentamente na sua estadia em Berlim, que atraíram Amélia para a carreira de actriz. No regresso a Portugal iniciou aulas de teatro com Augusto Rosa.
Corria o ano de 1917 quando se estreou no então Teatro República (hoje Teatro São Luiz), na peça Marinela de Benito Pérez Galdós. Para fazer a personagem, uma rude vagabunda, aprendeu, durante meses, a andar descalça e a usar farrapos, no interior do jardim do seu palacete.
Casou a 4 de dezembro de 1920, em sua casa, na Rua Ribeiro Sanches, área da 4.ª Conservatória do Registo Civil de Lisboa, com o ator beirão Robles Monteiro. No ano seguinte os dois concorrem ao concurso de concessão do Teatro Nacional D. Maria II, fundando para o efeito uma companhia de teatro própria: a Companhia Companhia Rey Colaço-Robles Monteiro. Nascia assim a mais duradoura companhia teatral de sempre da Europa, que conheceu 53 anos de duração ( (foi oficialmente extinta em 1988), 46 dos quais sediada no Teatro Nacional D. Maria II. Em dezembro de 1964 um incêndio destruiu o Teatro Dona Maria II, pelo que a Companhia se mudou para o Teatro Avenida, por sua vez consumido por um incêndio em 1967.
Talentosa, culta e empreendedora, Amélia Rey Colaço atuou em vários planos na direcção da companhia — estruturou um grupo coeso e exigente, empenhou-se na dignificação social do ator, conquistando para ele um estatuto de superioridade, à medida que organizava um reportório ambicioso, à revelia da censura. Chamou pintores prestigiados para colaborarem na cenografia, casos de Raul Lino, Almada Negreiros ou Eduardo Malta. Contratou nomes que eram ídolos do público de então, como Palmira Bastos, Nascimento Fernandes, Alves da Cunha, Lucília Simões, Estêvão Amarante, Maria Matos ou Vasco Santana.
Fazendo escola, revelou uma inteira geração de novos atores, como Raul de Carvalho, Álvaro Benamor, Maria Lalande, Assis Pacheco, João Villaret, Augusto de Figueiredo, Paiva Raposo, Eunice Muñoz, Carmen Dolores, Maria Barroso, João Perry, Madalena Sotto, Helena Félix, Rogério Paulo, José de Castro, Lourdes Norberto, Varela Silva, Ruy de Carvalho, Filipe La Féria ou João Mota. Alternando entre obras clássicas e modernas, abriu como nunca as portas à dramaturgia portuguesa, representando obras de António Ferreira, José Régio, Alfredo Cortez, Virgínia Vitorino, Carlos Selvagem, Romeu Correia, Bernardo Santareno, Luís de Sttau Monteiro, entre outros.
Com ousadia, revelou autores como Jean Cocteau, Jean Anouilh, Lorca, Brecht, Valle Ínclan, Alejandro Casona, Eugene O'Neill, Tennessee Williams, Arthur Miller, Pirandello, Eduardo De Filippo, Max Frisch, Ionesco, Dürrenmatt e Edward Albee.
Acarinhada ao longo da sua carreira, cultivou a admiração de Oliveira Salazar e antigos monarcas, tendo sido amiga da rainha D. Amélia de Orleães.
Em princípios de 1974, Amélia Rey Colaço regressa ao São Luiz, de onde partira. Pouco depois dá-se o 25 de Abril e, percebendo que a vão encarar como um símbolo do Estado Novo, suspende a companhia e sai de cena, assumindo a injustiça com discrição. Deixava para trás espectáculos antológicos, como Castro, Salomé, Outono em Flor, Romeu e Julieta, O Processo de Jesus, Topaze, A Visita da Velha Senhora ou Tango. O último grande papel vem, contudo, a desempenhá-lo aos oitenta e sete anos, na figura de D. Catarina na peça El-Rei D. Sebastião, de José Régio. 
Em 1988, aquando da extinção oficial da companhia, Amélia Rey Colaço vê-se forçada a leiloar o recheio da casa do Dafundo, cedida pela marquesa Olga do Cadaval, e a abandoná-la.
Amélia Rey Colaço morreu a 8 de Julho de 1990 na freguesia da Lapa, em Lisboa, junto da sua filha, Mariana Rey Monteiro, também já falecida.

## Televisão
- 1965 - Não Acordem o Menino Jesus - RTP[6]
- 1982 - Gente Fina É Outra Coisa - RTP

## Condecorações[2][7]
Ordens honoríficas portuguesas: 
- Comendadora da Ordem da Instrução Pública de Portugal (17 de Março de 1933)
- Comendadora da Ordem Militar de Sant'Iago da Espada de Portugal (2 de Novembro de 1961)
- Comendadora da Ordem Militar de Cristo de Portugal (13 de Dezembro de 1967)
- Grande-Oficial da Ordem Militar de Sant'Iago da Espada de Portugal (30 de Agosto de 1978)

Ordens estrangeiras:
- Dama da Ordem das Artes e das Letras de França (? de ? de 19??)[2]